# What Women Love
What Women Love è un film muto del 1920 diretto da Nate Watt (come Nate C. Watt) che aveva come star la celebre nuotatrice australiana Annette Kellerman.

## Trama
Capo della Lega per la Purezza e riformatore sociale, James King Cotton si trova a combattere con la figlia Annabel che, secondo lui, sfida la morale indossando costumi da bagno succinti. La ragazza, corteggiata da Willy St. John, prende in giro il suo pretendente perché Willy, per i suoi parametri, non è sufficientemente prestante e atletico. Per ovviare al problema, Willy assume come trainer il boxeur Buck Nelson, chiedendogli di insegnargli l'auto difesa. Entrambi sono invitati ad accompagnare i Cotton in una crociera. Nelson fa delle avances ad Annabel che la ragazza non gradisce: per sfuggirgli, si arrampica sul sartiame della nave e poi si tuffa in mare, lottando con lui sott'acqua. Interviene Wally, il cui l'amore per Annabel lo aiuta nella lotta, dimostrando di essere all'altezza delle pretese dell'innamorata che, finalmente, accetta la sua corte.

## Produzione
Il film fu prodotto dalla First National Pictures e dalla Sol Lesser Productions. Venne girato in California, a Balboa Beach, Newport Beach dove Annette Kellerman fece uno spettacolare tuffo nell'Oceano Pacifico.

## Distribuzione
Il copyright del film, richiesto da Sol Lesser, fu registrato il 20 settembre 1920 con il numero LP17180. Distribuito dall'Associated First National Pictures, il film - che aveva come presentatore Sol Lesser - uscì nelle sale cinematografiche statunitensi il 23 agosto 1920 dopo una prima tenuta il 1º agosto al Temple Theater di Santa Ana, in California.
Non si conoscono copie ancora esistenti della pellicola che viene considerata presumibilmente perduta.